# Битва при Яффе (1917)
Битва за Яффу (англ. Battle of Jaffa) — сражение, состоявшееся в декабре 1917 года в ходе Синайско-Палестинской кампании во время Первой мировой войны между войсками Британской империи с одной стороны и войсками Османской и Германской империей, с другой.
16 ноября порт Яффа был занят стрелковой новозеландской бригадой. В результате победы, достигнутой этой бригадой и первой легкой конной бригадой в Аюна-Кара за два дня до этого. Силы османской армии были всего в 4,8 км от реки Нахр-эль-Аудж (река Яркон). Близость османской армии сделала порт и город непригодными для судоходства, все ещё находясь в пределах достижимости османской артиллерии.
В ночь на 20-21 декабря 1917 года 52-я дивизия форсировала реку. С удалённой стороны реки другие подразделения XXI корпуса с их поддерживающей артиллерией пересекли и заставили османских защитников отступить на 8 км. Когда османские силы отступили, Яффа и связь между ней и Иерусалимом стала защищена. Ночное форсирование реки считается одним из самых замечательных подвигов Синайско-Палестинской кампании.

## Форсирование Яркона
В сражении участвовали две стороны: с одной стороны 8-aя армия Османской империи (3-я и 7-я пехотная дивизия, полк черкеской кавалерии и артиллерия) под командованием Джеват-паши, с другой стороны 52-я пехотная дивизия (лоулендская) под началом генерал-майора Джона Хилла, которая входила в состав 21-й армейского корпуса под началом генерал-лейтенанта Эдуарда Бальфина вооружённых сил Великобритании, Австралии и Новой Зеландии.
За Ярконом турки стояли прочно. Главные силы турецкой армии сосредоточились в деревеньке Шейх-Муннис (сегодня это Рамат-Авив). Но были ещё и три артиллерийские батареи а также, что самое сложное, батальон турецкого «спецназа» — особый конный отряд, состоящий из сынов пустыни — бедуинов, друзов, черкесов.
Атака за атакой и британские войска откатываются назад, неся тяжелые потери. Попытки обойти турецкие позиции с моря не увенчались успехом — батальон турецкого спецназа, которых называли «разведчиками пустыни», базировался как раз в устье Яркона, там, где сейчас стоит электростанция Ридинг. Даже ночью эти разведчики охраняли позиции достаточно надёжно.
Несколько раз командующий гарнизоном британских войск в Тель-Авиве генерал Джон Хилл предпринимал попытки навести мосты через Яркон, и каждая попытка заканчивалась неудачей.
Ночью инженерный отряд навёл три плавучих моста, устелив их солдатскими одеялами в несколько слоев. Под покровом ночи, и благодаря выдумке генерала Хилла, британцам все-таки удалось форсировать Яркон сразу в трёх местах вместе с конницей и артиллерией — в устье реки, чуть восточнее и возле поворота реки (в районе стадиона в Рамат-Гане). Турецкие войска были выбиты со своих позиций и тем самым была выровнена линия фронта между британскими и турецкими войсками от моря и до северных окраин Иерусалима.

### Оригинальный план Балфина
Командир 21-й армейского корпуса Э. Балфин принял следующую стратегию: тяжелый артобстрел 24 часа и после него ночное пересечение реки шотландской 52 дивизией. Возник цейтнот из-за продолжающегося поднятия воды в реке и заболачивания берегов. Для форсирования были использованы 12 понтонов, привезённых из Египта. В начале использовали маленькие лодочки как плоты, потом связали их и положили на них мост для перевода пехоты и кавалерии. Кроме этого были приготовлены два моста из винных бочек из виноделен Сароны. Бочки были чуть больше стандартных. Характер местности, богатой цитрусовыми плантациями и эвкалиптами помог концентрации и маскировке сил перед запланированным форсированием.

### Предложение генерала Хилла и подготовка форсирования
Чем больше генерал-майор Хилл, командир 52-й дивизии, изучал план Бальфина, который должны были выполнять его солдаты, тем больше он ему не нравился. 14 декабря, Хилл предложил Бальфину, чтобы его дивизия попыталась неожиданно форсировать Яркон, без предварительного артобстрела. Бальфин принял это предложение, правда при условии, что при неудаче, он все равно начнёт артобстрел на утро той же ночи.
Началась лихорадочная деятельность строительства, сбора развед. информации, дезинформации. Лодки строились в садах Сароны и по ночам британцы тренировались их использовать на ближайших прудах. Были проведены много разведвылазок за турецкими линиями фронта. Пловцы проверили и разметили переправу в устье Яркона и вычислили глубину реки (около метра на месте переправы). Турки ничего не заметили, что происходило на противоположном берегу и даже на их берегу. За несколько дней до начала операции британцы начали неинтенсивный арт. обстрел, иногда используя пулемёты. Цель обстрела была в том, чтобы «усыпить» внимание турок. Обстрел достиг своей цели. Северный берег реки охранялся из рук вон плохо. У британцев почти не было бы шансов, если бы турки лучше патрулировали берег и следили бы за своими постами.

### План действий
Форсирование было запланировано на ночь с 20 на 21 декабря. План предписывал силе поддержке пересечь реку посередине между устьем реки и слиянием Яркона с р. Эль-Барид (Аялон). Точка переправы находится к северу от сегодняшней площади Хилла. Батальон 157-й бригады должен был пересечь реку на плотах и двигаться на северо-запад к турецким укреплениям, которые контролировали устье Яркона. 7-й батальон 156-й бригады должен был форсировать реку сразу за ним, продвигаться на северо-восток и атаковать укрепления к западу от Шейх-Муниса. Оба батальона должны были по возможности действовать одновременно. Это было частью «тихого плана». Если операция получится, план позволял проявить гибкость действий в темное время суток. Если план срывается, утром начнётся артобстрел в течение 24 часов, по плану Балфина. После этого, при условии успеха первой атаки, дополнительные два батальона 156-й бригады должны форсировать реку в том же месте, и ещё один батальон к западу оттуда, используя уже установленные к тому моменту мосты. Это подразделение должно было действовать против деревни Шейх-Мунис и против укрепрайона к югу от деревни.
Пока эта операция выполнялась, два батальона 155-й бригады форсируют реку по мостам, установленным между Джаришей и мостом Хадара (рядом со стелой около стадиона Рамат-Гана) и атаковать Хирбат-Хадара.
Остальная часть 157-й бригады должна форсировать реку около её устья, окружить фортификации внутренней турецкой линии обороны и продвигаться к северу до А-Рокати (холм к северу от пляжа Тель-Барух).

### Ход операции
В ночь с 20 на 21 декабря шёл сильный дождь и дивизия форсировала реку, используя понтонные мосты и лодки. 155-я (Южная Шотландия) бригада переправились через реку к востоку от Джериша, а затем свернула направо, нападая на турецкие расположения. 156-я бригада (шотландские стрелки) и 157-я бригада (Горная легкая кавалерия) перешли реку к западу от Джериша.
Первым подразделением, пересекшим реку в 1 миле от устья, был 7-й батальон 156-й бригады. Несколько из легких лодок утонули, и люди были вынуждены перебираться через реку по грудь в воде. После форсирования, они заложили плацдарм на турецком берегу реки(северном). Под их прикрытием инженерные войска приступили к строительству понтонного моста для пересечения реки основными силами.
К полуночи вся 156-я бригада пересекла реку и атаковала османские позиции на холме Шейх-Муннис, с которого просматривалась река и все остальные позиции в этой области. К рассвету вся 155-я бригада также переправилась через реку и заняла высоты у Хирбет-Хадры.
Наступление полностью застало османских защитников врасплох, и их передовая линия была отброшена на 5 миль (8,0 км). К рассвету британцы удерживали линию от Хадры до Тель-эль-Реккейта, примерно в 2 милях (3,2 км) к северу от реки.
Когда северный берег реки оказался в руках британцев, инженеры построили мосты, чтобы их артиллерия могла переправиться через реку. На следующий день, 22 декабря, британская 54-я дивизия захватила Лысый холм справа от 52-й дивизии. К рассвету 23-го 54-я дивизия продвинулась дальше на север, заняв Мулеббис и Феджу; позже в тот же день они также захватили Рантие.
Наступление 52-й дивизии на левом фланге поддерживалось артиллерийским огнем флота (три эсминца — «Графтон», «Чибис» и «Лизард» и два монитора — М29 и М32). К концу дня 52-я дивизия захватила Тель-эль-Мухмар, Вади Ишкар и Ауджа-Шейх эль-Баллутах-Арсуф, расположенные на скалах над морем в 8 милях (13 км) к северу от Яффы. 

## Результаты
За время битвы при Яффе атаки двух британских дивизий отбросили османские войска на 5 миль (8,0 км).